# Корнилов, Александр Николаевич
Александр Николаевич Корнилов (1903—1977) — советский артист цирка, дрессировщик, народный артист РСФСР (1969).

## Биография
Родился 22 ноября 1903 года.
С 1929 года — дрессировщик в передвижных зверинцах. Работал со смешанной группой животных (львы, бурые и белые медведи), с номером «Слон в ресторане».
В 1943 году создал аттракцион «Слоны и танцовщицы», в котором сочетались трюки, исполняемые слонами и танцовщицами-акробатками (1-я премия на Первом Всесоюзном конкурсе артистов цирка в 1944 году).
В 1942—1945 годах Корнилов дрессировал собак-санитаров и собак-сапёров для фронта.
После войны в цирке создал номера «Джигитовка на верблюдах», комический номер «Медведи пожарные».
Умер 16 июня 1977 года. Похоронен на Северном кладбище в Ростове-на-Дону.

### Семья
- Бессменной помощницей Корнилова была жена — Мария Ивановна Филатова-Корнилова (1904—1975).
- В 1941—1942 и в 1946—1970 годах в номерах Корнилова работал его сын — Анатолий Александрович Корнилов (1924—1991). Первая жена Анатолия Корнилова — Валентина Петровна Россини (1922—2005), цирковая артистка-акробатка.[1] Вторая жена — Нина Андреевна Корнилова (1926—2025), цирковая артистка-дрессировщица, Заслуженная артистка России, Лауреат национальной премии «Циркъ».[2]

## Награды и звания
- Медаль «За трудовую доблесть» (27.10.1967)[3].
- Народный артист РСФСР (1969).
- Заслуженный артист РСФСР (05.11.1947)[4].
- Первая премия на 1-м Всесоюзном конкурсе артистов цирка (1944).